# Пиаченца (провинция)
Пиаченца (на италиански: Provincia di Piacenza) е провинция в Италия, в региона Емилия-Романя.
Площта ѝ е 2859 км², а населението – около 288 000 души (2009). Провинцията включва 46 общини, административен център е град Пиаченца.

## Административно деление
Провинцията се състои от 46 общини:
- Пиаченца
- Агацано
- Алсено
- Алта Вал Тидоне
- Безенцоне
- Бетола
- Бобио
- Боргоново Вал Тидоне
- Вернаска
- Виголцоне
- Виланова сул'Арда
- Гадзола
- Госоленго
- Граняно Требиенсе
- Гропарело
- Дзерба
- Дзиано Пиачентино
- Кадео
- Календаско
- Каорсо
- Карпането Пиачентино
- Кастел Сан Джовани
- Кастел'Аркуато
- Кастелветро Пиачентино
- Коли
- Корте Брунятела
- Кортемаджоре
- Луганяно Вал д'Арда
- Монтичели д'Онджина
- Морфасо
- Отоне
- Пианело Вал Тидоне
- Пиоцано
- Поденцано
- Понте дел'Олио
- Понтенуре
- Ривергаро
- Ротофрено
- Сан Джорджо Пиачентино
- Сан Пиетро ин Черо
- Сармато
- Траво
- Фарини
- Фериере
- Фиоренцуола д'Арда
- Чериняле